# Меншикова, Мария Александровна
Мари́я Алекса́ндровна Ме́ншикова (26 декабря 1711 (6 января 1712) — 26 декабря 1729 (6 января 1730)) — фрейлина, дочь ближайшего соратника и фаворита Петра I Великого А. Д. Меншикова, невеста императора Петра II.

## Биография
Старшая дочь светлейшего князя Александра Даниловича Меншикова от брака с Дарьей Михайловной Арсеньевой. Родилась, когда её отец был в полной силе своего могущества и власти. Получила хорошее домашнее образование, знала несколько языков, великолепно пела и танцевала. Когда Марии было девять лет, Меншиков стал подыскивать для дочери выгодного жениха.
Сначала им стал Пётр Сапега (1701—1771), сын великого гетмана Литовского, Яна Сапеги. В 1720 году он обратился к Меншикову с предложением заключить брак между их детьми. Сватовство было встречено Меншиковым благосклонно, в свою очередь, Сапега обещал поддерживать притязание Меншикова на герцогскую корону Курляндии. Молодой и знатный жених в 1721 году приехал в Петербург и по приглашению будущего тестя, желавшего узнать его поближе, поселился в великолепном дворце Меншикова. Поскольку невесте едва исполнилось 10 лет, Сапега прожил в Петербурге 5 лет в ожидании брака.
К концу этого периода Пётр Сапега занял видное место при дворе, а после смерти Петра I приобрёл благосклонность императрицы Екатерины I, став одним из её фаворитов. 10 марта 1726 года он получил звание действительного камергера, а 12 марта архиепископ Феофан Прокопович в присутствии всего двора обручил его с Марией Меншиковой. Императрица пожаловала невесте сто тысяч рублей и несколько деревень с угодьями и крестьянами.
На следующий день во дворце Меншикова был торжественный обед и бал. Всё обещало молодым блестящую и счастливую жизнь, Мария была влюблена в жениха, отец давал ей в приданое 700 000 золотых. 15 октября 1726 года Сапега получил орден Александра Невского, а 31 марта 1727 года он и обе дочери Меншикова, Мария и Александра были пожалованы портретами императрицы с бриллиантами, для ношения на андреевских лентах.

## Царская невеста
Свадьба Марии с Петром Сапегой откладывалась, Меншиков задумал выдать дочь за наследника престола великого князя Петра Алексеевича. Императрица Екатерина I, обязанная многим Меншикову, была согласна. Она предложила Петру Сапеге в жены свою племянницу, графиню Софью Карловну Скавронскую, их свадьба состоялась уже после её смерти 19 ноября 1727 года. Стоявшие во главе правительства князь Меншиков, граф Головкин, барон Остерман и князь Голицын сочинили для императрицы духовное завещание. В одном из его пунктов говорилось:
…Цесаревнам и администрации вменяется в обязанность стараться о сочетании браком великого князя с княжною Меншиковой.
 6 мая 1727 года великий князь Пётр Алексеевич стал императором всероссийским, 12 мая князь Меншиков был сделан генералиссимусом, а 25 мая в присутствии всего двора состоялось обручение Марии Меншиковой и Петра II. В тот же день она переехала в Петергоф. 
По сведениям П. В. Долгорукова, 11-летний император громко плакал, когда ему сообщили, что его хотят женить. Мария же со своей стороны терпеть не могла своего жениха. Как царская невеста она получила титул императорского высочества. У неё был свой двор, гофмаршалом был назначен её родной дядя Василий Михайлович Арсеньев, у неё были два камергера, четыре камер-юнкера, обер-гофмейстерины, штат фрейлин, пажей и прислуги. На содержание двора отпускалось тридцать четыре тысячи рублей. 27 июня 1727 года князь Меншиков от имени императора пожаловал своим дочерям и их тётке, В. М. Арсеньевой, орден св. Екатерины.

## Ссылка

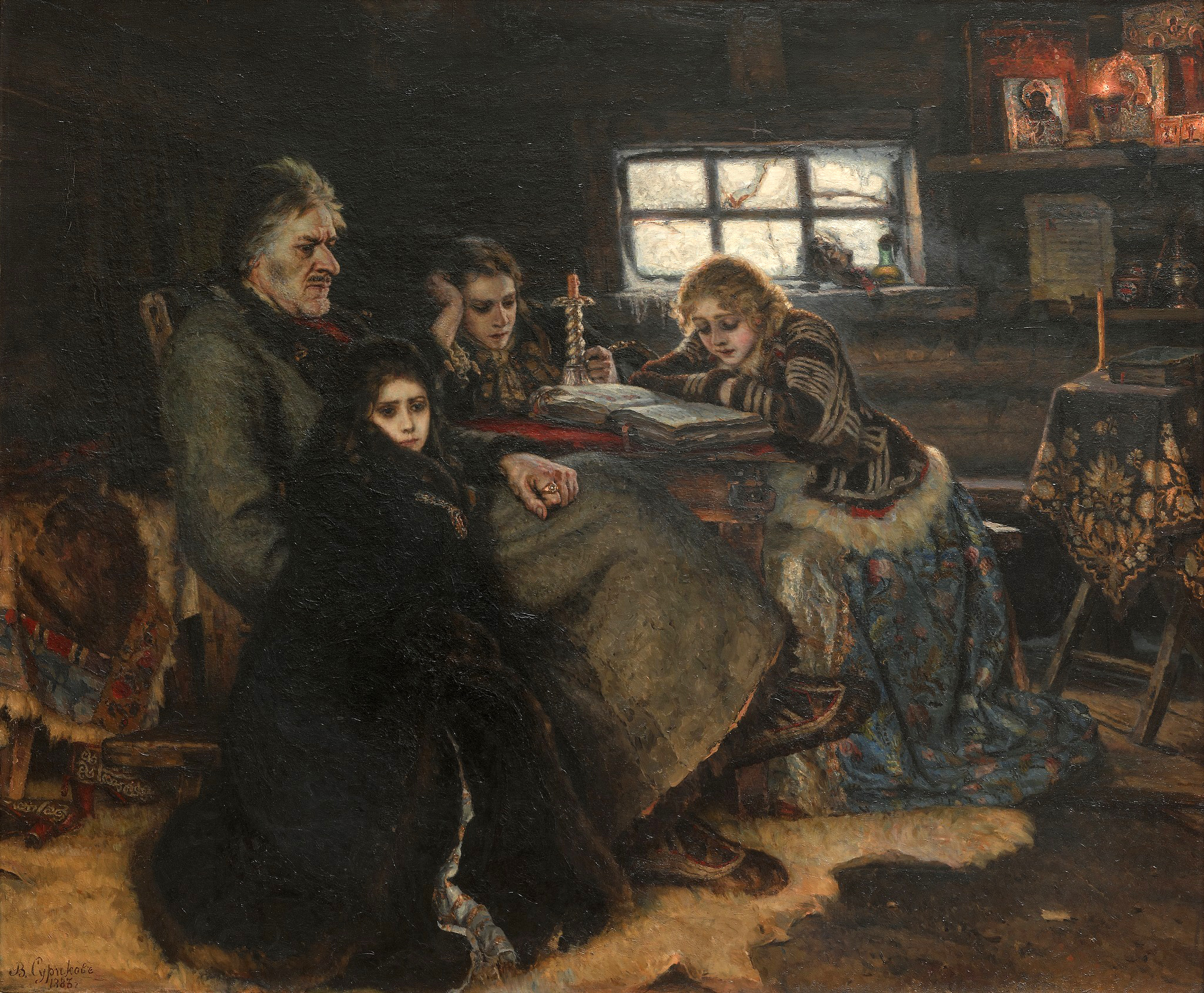
Мария изображена на картине Сурикова «Меншиков в Берёзове» (закутанной в шубу).

Попытка выдать Марию замуж за Петра II закончилась неудачей. Летом 1727 года Меншиков тяжело заболел. Этим воспользовались его противники, Остерман и князья Алексей и Иван Долгоруковы, всячески мешали императору общаться с Меншиковым. 4 сентября он с большим трудом добился приёма у Петра II в царской резиденции в Петергофе. Эта встреча, длившаяся не более четверти часа, не оставила сомнений, что над Меншиковым нависла опала. Утром 8 сентября он был заключён под домашний арест, а 11 сентября с семьёй был отправлен в ссылку в своё имение в Раненбург. Меншикова лишили всех чинов и орденов, а документы опечатали. У Марии был отобран обручальный перстень императора и последовало распоряжение:
…Чтобы впредь обрученной невесты, при отправлении службы Божией, не упоминать и о том во все государство отправить указы от Синода.
 В апреле 1728 года Меншиков с семьёй был отправлен в ссылку в Сибирь в Берёзов. Мать Марии, княгиня Дарья Михайловна, не выдержала дороги и скончалась на руках своего семейства около Казани. В Берёзове они сначала жили в остроге, а после перебрались в дом, построенный Меншиковым при помощи работников. После роскоши и блеска Петербурга, в Берёзове Мария вела однообразную и томительную жизнь. 12 ноября 1729 года на пятьдесят шестом году жизни Меншиков скончался от апоплексического удара, а 26 декабря, в день своего рождения, от оспы умерла Мария. Многие историки часто сообщают о том, что Мария ушла из жизни раньше отца. За десять дней до её смерти Петр II отдал распоряжение о возвращении детей Меншикова из ссылки.
Есть версия, что вслед за Меншиковыми, в 1728 году в Берёзов приехал князь Фёдор Долгоруков, сын знаменитого В. Л. Долгорукова. Молодой князь давно любил Марию, узнав о её ссылке, он взял заграничный паспорт и под чужим именем приехал в Сибирь. Там они якобы тайно обвенчались, но через год Мария умерла при родах двойни. Её похоронили вместе с детьми в одном гробу. Эти обстоятельства были раскрыты случайно, когда в 1825 году искали могилу Меншикова. После смерти Федора Долгорукова в берёзовскую церковь прислали, по его завещанию, золотой медальон с прядью светло-русых волос. Прядь принадлежала, по всей видимости, Марии Меншиковой.